# Коле Луна (Кјети)
Коле Луна (итал. Colle Luna) је насеље у Италији у округу Кјети, региону Абруцо.
Према процени из 2011. у насељу је живело 141 становника. Насеље се налази на надморској висини од 444 м.